# مسجد ملک (بوشهر)
مسجد ملک مسجدی تاریخی در محله شنبدی بوشهر است که قدمت آن به دوره قاجار باز می‌گردد.

## تاریخچه و ویژگی‌ها
در محلهٔ قدیمی بوشهر، مساجد و حسینیه‌های (برحه) متعددی وجود دارد که برخی از آن‌ها در طرح توسعهٔ ادارهٔ کل بنادر و کشتیرانی تخریب شدند، اما برخی دیگر تاکنون باقی مانده‌اند. یکی از قدیمی‌ترین آن‌ها (مسجد ملک) است که در محلهٔ شنبدی و در ضلع جنوب غربی خانهٔ ملک قرار دارد. این مسجد که به دستور ملک التجار، تاجر سرشناس بوشهری در سال ۱۲۸۱ ه. ق ساخته شده و در حدود ۱۵۰ سال قدمت دارد، از یک حیاط و یک شبستان کوچک تشکیل شده‌است. در حیاط یک آب‌انبار و در ضلع جنوب حیاط آبدار خانه و در جنوب شرقی حیاط راه پله‌ای برای رفتن به پشت بام مشاهده می‌شود.
حیاط مسجد با قوس‌های تزئینی شاخ بزی و ستون‌هایی که با سنگ و گچ و نرده‌های فلزی ساخته شده محصور است ورودی به حیاط و شبستان مسجد از سمت شرق انجام می‌شود. در شبستان مسجد ستون‌های هشت ضلعی شکل، بار وارده از سقفی که به صورت طاق و قوس ساخته شده، تحمل می‌کنند و بین ستون‌ها، تیرهای چوبی افقی به صورت کلاف بندی، برای جلوگیری از رانش آن‌ها و تقسیم یکنواخت بار وارده، استفاده شده‌است.
در چهار جهت شبستان مسجد، بازشوهایی به سمت کوچه و حیاط تعبیه شده و در بالای بازشوها قوس تخت و شاخ بری کار شده‌است. محراب مسجد در سمت غرب قرار دارد و در دو طرف آن فضایی برای گذاشتن کتاب و اشیاء طراحی شده و سقف آن با مقرنس بندی گچی به شکل زیبایی تزئین شده‌است.
در مجاورت در ورودی به شبستان مسجد، جای خالی یک کتبیهٔ سنگی به چشم می‌خورد. این کتبیه که از جنس مرمر سبز است به طول ۸۳ و عرض ۳۶ و ضخات ۶ سناتیمتر است و شامل ۱۴ بیت به استثنای بسم الله الرحمن الرحیم و صل علی محمد و آل محمد) شعر به زبان عربی است که با بسم الله الرحمن الرحیم شروع شده و در انتها به تاریخ و ساخت بنا که طبق حروف ابجد سال ۱۲۸۱ ه. ق راغ نشان می‌دهد، ختم می‌شود.
هر چند کتبیه در اثر تابش آفتاب رنگ اولیهٔ خود را از دست داده و تا اندازهٔ دچار فرسایش  شده ولی در عین حال نوع سنگ و نوع حاکی باعث شده که هنوز کلمات برجستگی خود را حفظ کنند و کتبیه شکل اولیهٔ خود را از دست ندهد. بر روی کتبیه الفاظی چون (فخر المجد)، (شمس الروسا)  (ملک اتجار)، (رئیس) مشاهده می‌شود که به سازنده و بنیان‌گذار مسجد، ذکر خصوصیات اخلاقی، و شخصیت اجتماعی سازنده و نیاکان او، مقصود از ساختن مسجد (نمازگزاردن، و عبادت کردن، و خواندن احادیث و روایت) عنوان شده‌است.